# Ігнатьєв Андрій Михайлович
Андрі́й Миха́йлович Ігна́тьєв — генерал-майор, заступник командувача ОС, учасник російсько-української війни.

## Біографія
Народився 1978 року у Львові. З 1995 по 1999 рік навчався в Академії Прикордонних військ України імені Богдана Хмельницького.
З 22.07.1999 по 12.09.2002 проходив службу в Мукачівському прикордонному загоні Північно-Західного напряму Прикордонних військ України на посадах заступника начальника 5-ї прикордонної застави «Новоселиця», заступника начальника 9-ї прикордонної застави «Ужгород» з виховної роботи, начальника 3-ї прикордонної застави «Княгиня», начальника 11-ї прикордонної застави «Соломоново».
з 12.09.2002 по 28.01.2005 проходив службу в Чернівецькому прикордонному загоні Західного напряму Прикордонних військ України (з 2003 — Західне регіональне управління Державної прикордонної служби України) на посадах заступника коменданта з виховної роботи і заступника коменданта по роботі з особовим складом 4-ї прикордонної комендатури «Кельменці».
З 28.01.2005 по 01.08.2005 — заступник коменданта — начальник штабу прикордонної комендатури «Володимир-Волинський» Львівського прикордонного загону Західного регіонального управління ДПСУ.
З 01.08.2005 по 23.06.2007 — слухач курсу очного навчання 1-го факультету Національної академії ДПСУ ім. Б. Хмельницького.
З 23.06.2007 по 09.09.2008 — комендант прикордонної комендатури «Великий Березний» Чопського прикордонного загону Західного регіонального управління ДПСУ.
09.09.2008 переведений у розпорядження начальника Західного регіонального управління.
З 02.10.2008 по 26.12.2008 — начальник сектору з організації діяльності інспекторів прикордонної служби відділу прикордонної служби штабу Західного регіонального управління ДПСУ.
З 26.12.2008 по 14.12.2009 — заступник начальника штабу — начальник відділу прикордонної служби штабу Мукачівського прикордонного загону Західного регіонального управління.
З 14.12.2009 по 07.09.2011 — перший заступник начальника загону — начальник штабу Котовського прикордонного загону Південного регіонального управління ДПСУ.
07.09.2011 призначений начальником Котовського прикордонного загону.
У 2013—2015 служив на посаді начальника Одеського прикордонного загону, по тому проходив службу у Південному регіональному управлінні та Донецькому прикордонному загоні в м. Маріуполь, — протягом року керував спочатку Донецьким загоном, а згодом оперативно-військовим відділом із місцем дислокації у Краматорську.
У жовтні 2016 призначений на посаду начальника Азово-Чорноморського регіонального управління Державної прикордонної служби України, м. Херсон.
В серпні 2018 призначений на посаду начальника Східного регіонального управління ДПСУ, м. Харків.
В жовтні 2019 року призначений заступником командувача об'єднаних сил.

## Сім'я
Одружений, має трьох доньок.

## Нагороди
Нагороджений кількома відомчими відзнаками: медаль «15 років Державній прикордонній службі України», медаль «15 років сумлінної служби» та інші.